# Alex Coomber
Alex Coomber (n. 28 decembrie 1973, Antwerpen, Flandra, Belgia) este o sportivă ce a reprezentat Regatul Unit al Marii Britanii și al Irlandei de Nord, medaliată olimpică. A participat la o ediție a Jocurilor Olimpice (2002) în care a câștigat o medalie de bronz.

## Participări
Lista de mai jos prezintă principalele competiții la care a participat Alex Coomber de-a lungul carierei.
- skeleton at the 2002 Winter Olympics – women's[*]